# Шиманский, Иван Адамович
Ива́н Ада́мович Шима́нский (1872 — 4 октября 1938) — член II Государственной думы от Минской губернии, крестьянин.

## Биография
Православный, крестьянин деревни Струг Старосельской волости Минского уезда.
Окончил народное училище. Занимался земледелием (8 десятин). Состоял членом Русского окраинного союза.
В феврале 1907 года был избран членом II Государственной думы от Минской губернии. Входил в группу беспартийных. Состоял членом комиссии по народному образованию.
После Февральской революции участвовал в работе Государственного совещания в Москве.
В 1938 году работал сторожем на лесном складе в деревене Потребо Минской области. 14 июля 1938 года был арестован, обвинялся по статье 68 УК БССР как агент польской разведки. 28 сентября 1938 приговорен тройкой к ВМН. Расстрелян 4 октября 1938 года.